# Zale plumbimargo
Zale plumbimargo är en fjärilsart som beskrevs av Louis Beethoven Prout 1921. Zale plumbimargo ingår i släktet Zale och familjen nattflyn. Inga underarter finns listade i Catalogue of Life.